# Duncan (C. paradisi)
Pour les articles homonymes, voir Duncan.
Hybride
Parent A de l'hybridation 
  Citrus maxima 
×

Parent  B de l'hybridation 
  Citrus sinensis 
Classification phylogénétique
'Duncan' est un cultivar de Citrus paradisi à pulpe blanche (jaune clair) et avec des pépins. Il est le premier de l'espèce introduit en Floride où ses mutants donneront les cultivars de pamplemousses (C. paradis) actuels. Il a été largement diffusé au XXe siècle. Le fruit est gros, juteux, d'un gout marqué qui le font nommer la Cadillac des pamplemousses (the Cadillac of grapefruits).

## Dénomination
Pamplemousse duncan, citrus paradisii duncan, pomelo jaune, pomelo blond en français, Duncan grapefruit en anglais.
'Bowen' qui est un cultivar de C. paradisi cité dans les hybridations du début XXe siècle est en réalité Duncan (Cooper, Reece et Furr, 1962).

## Histoire

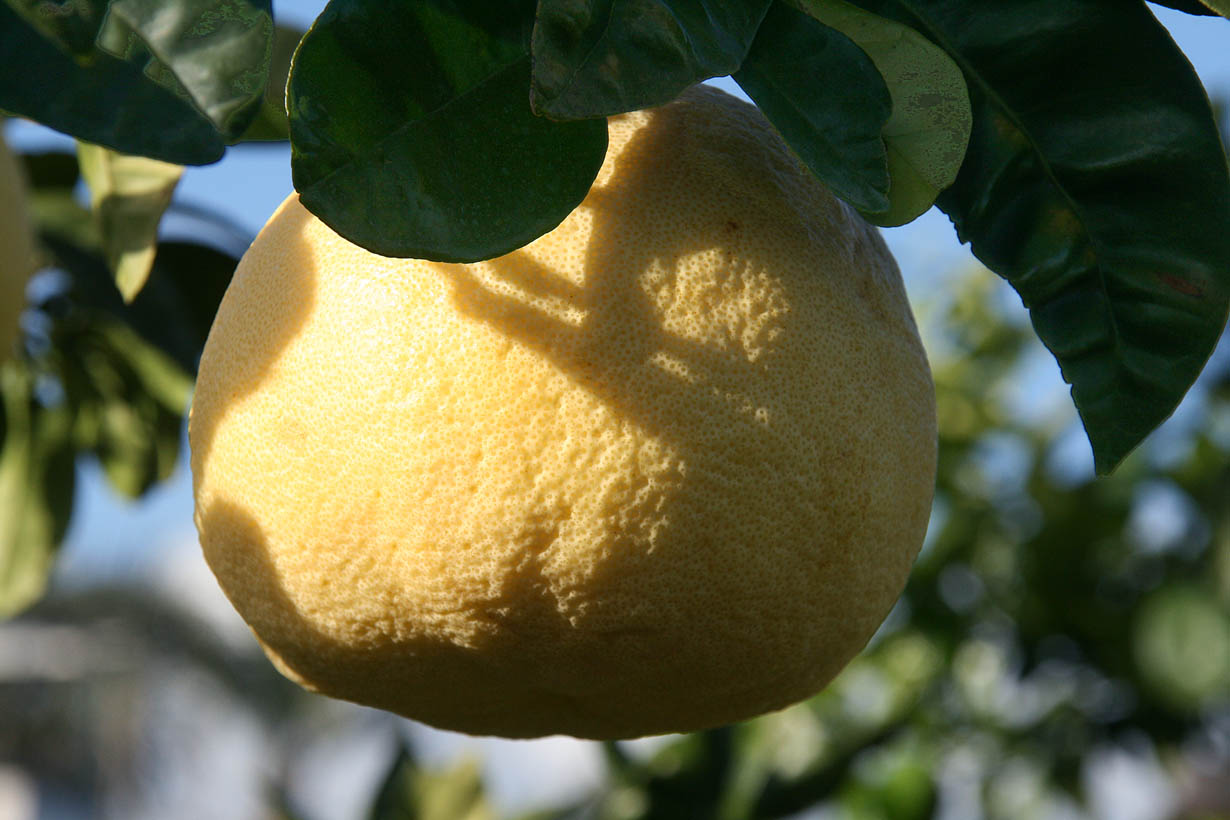
Chadeck sur l'arbre - possible ancêtre des C. paradisi

Des pamplemoussiers (Citrus maxima) étaient cultivés aux Antilles au XVIIIe siècle, ils sont décrits à La Barbade en 1750 (Hugues), et en 1756 à la Jamaïque (Browne). Ils avaient été introduit depuis l'Asie du sud et nommés shaddock, chadeck en Guyane. La génétique (Wu et al., 2018) montre que le pamplemousse américain (Citrus paradisi) est un hybride interspécifique d'un de ces Citrus maxima et d'une orange douce (C. × sinensis) et non un mutant apodictique. E. Nicolosi et al. (2000) ont démontré la proximité de C. paradisi et des oranges douces. Le pamplemousse a des graines hautement polyembryonnées qui par semis et sélection ont engendré un ensemble de cultivars plus ou moins proches. Parmi eux ‘Duncan’, ‘Frost Marsh’, ‘Foster’, ‘Redblush’, ‘Star Ruby’ sont génétiquement quasi-identiques.
Duncan est le premier cultivar à chair blanche issus d'un semis de pamplemousses sauvages  apparu vers 1830 suivi de Marsh (1850) et Walters (1887) mutants de semis de duncan. Une multitude d'autres descendants ont donné la biodiversité cultivée actuelle des grapefruits américains. C'est en 1823-24 qu'Odet Philippe, introduit depuis les Antilles, près de Tampa en Floride et par semis la plante («grapefruit») qui allait devenir duncan. James Macfadyen le décrit en 1837. A. L. Duncan qui connaissait bien les pamplemoussiers, directeur de la pépinière Milwaukee Grove (1877) à Dunedin, reproduit un greffon prélevé dans un vieux verger de Safety Harbour appartenant au Dr J. G. Snedecor (Odet Philippe y avait planté), il le diffuse largement à partir de 1892.
J. Choppin de Janvry (1938) écrit «Bien que 17 autres variétés principales aient été introduites par la suite en Floride, duncan est demeurée la variété favorite parmi celles à graines, mais la demande de plus en plus considérable de fruits sans pépins lui a fait préférer en beaucoup d'endroits la variété Marsh». La production se mondialisera après la seconde guerre mondiale après quoi les pamplemousses roses et des sans pépins dominent le marché.

## Description

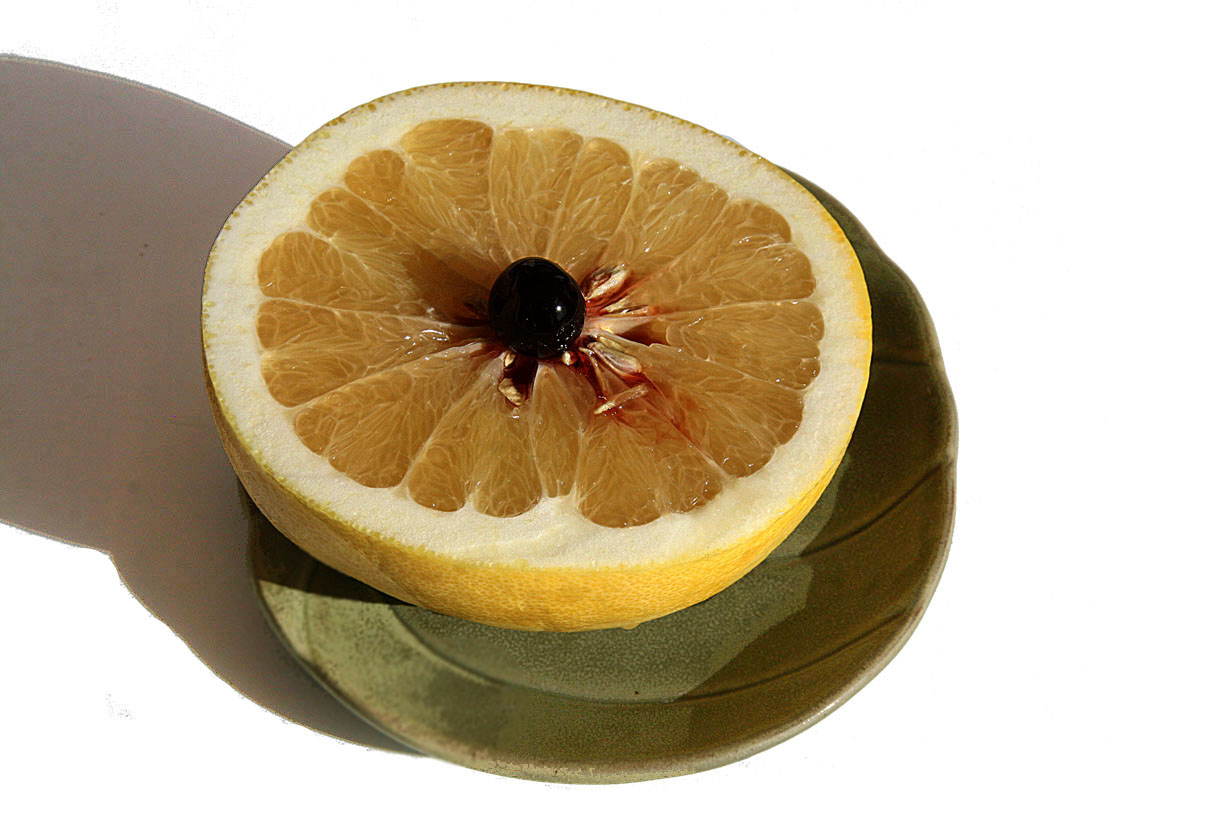
Duncan et cerise amarena, traditionnellement on passe le tout au gril

L'arbre est grand et vigoureux 4,5 à 6 m de hauteur. Le fruit est gros 470 g en moyenne avec un ratio solide/acide >8 et un pH acide (3,2) qui est équilibré par un niveau de sucre moyen (8 °brix). La pulpe est jaune clair lumineuse. Le fruit très juteux est réputé pour son bon gout : En 1925, A. L. Duncan expose ses fruits à la foire d'État et à la réunion horticole de Floride, il remporte le prix du meilleur pamplemousse. Dans les années 1950, Harry & David l’a régulièrement nommé Fruit du mois et Jim Ellis, 82 ans, producteur à Bartow le qualifie en 2017 de pamplemousse «le plus fin et le plus sucré du monde ».

### Phylogénie et descendance
En 2019 l'utilisation de marqueurs diagnostiques de polymorphisme d'un seul nucléotide par Milena do Amaral et al. confirme que Citrus paradisi 'duncan' est une espèce secondaire résultant d'un croisement interspécifique orange douce x C. maxima.

#### Descendance
- Les pamplemoussiers actuels (C. paradisi) sont pour beaucoup descendants de 'duncan' par mutation de bourgeon ou par semis[11]. Marsh seedless à chair blanche mais asperme (sans graines) à remplacé duncan fin XXe siècle avant d'être supplanté à son tour par le rose Star Ruby.

- Les orangelos (C. paradisi × C. sinensis),
- x Citroncirus spp. US119 Duncan x poncirus trifoliata x orange douce 'Succory' (1990)[24],
- Les tangelos Sampson et Thornton = Duncan x tangerine 'Dancy' (Webber and Swingle, 1905)[25], Minneola Duncan x mandarine 'Dancy',

- Citrumelo 4475 ou 81-17 (porte greffe) = duncan x Poncirus trif.,
- En URSS l'hybride 1537 azahikan x duncan était un pamplemoussier résistant au froid [26].

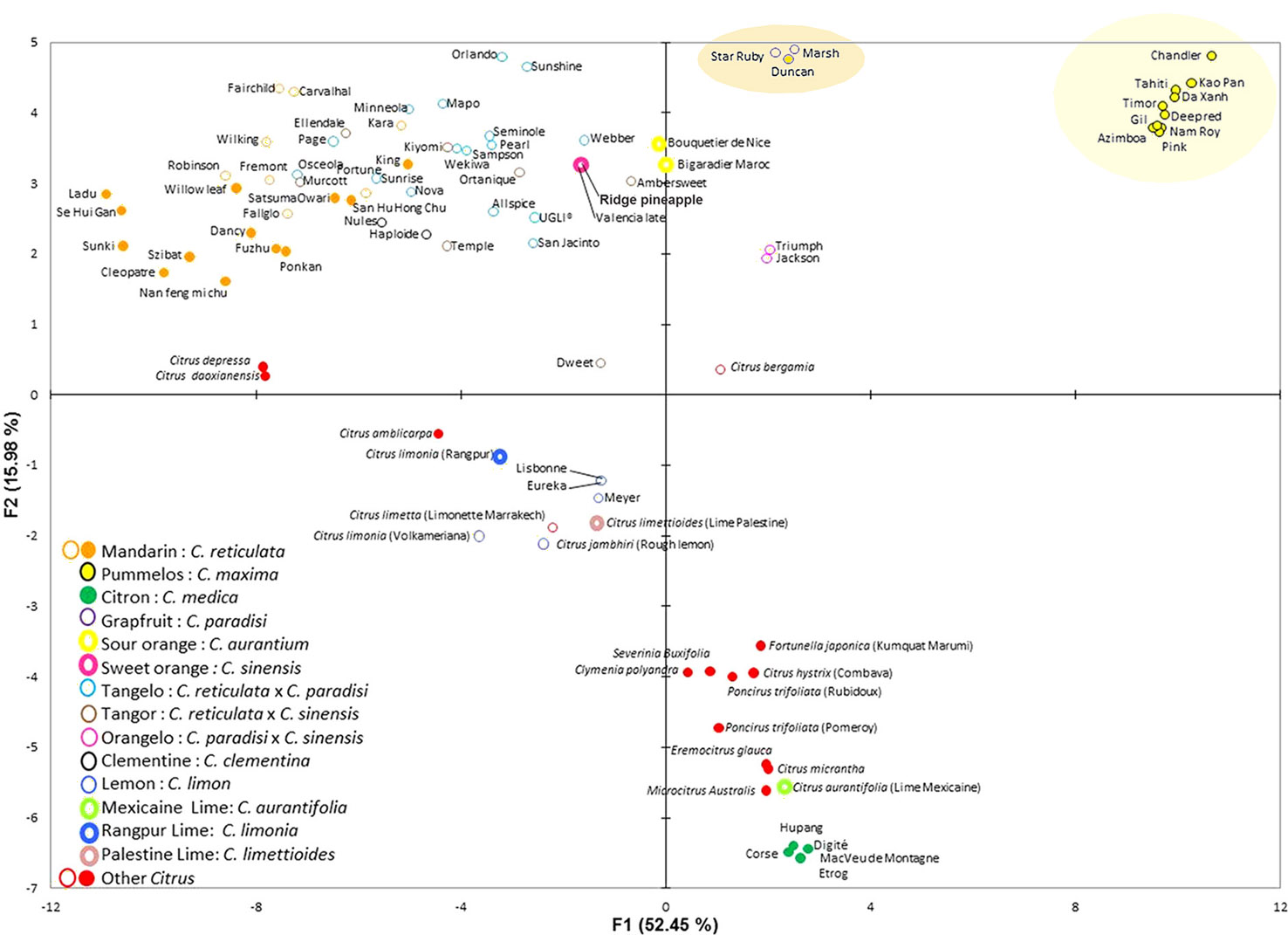
Distance génétique chez Milena do Amaral et al.(2019): le pole C. maxima est en haut à droite, les mandariniers au milieu à gauche, les cédrats en bas à droite. Les C. paradisi avec Duncan sont à égale distance des C. maxima et des oranges douces.

### Huile essentielle
À Taïwan une étude comparative de l'huile essentielle de C. maxima 'mato'  et de pamplemoussier 'Star Ruby' (2011) a montré la composition nettement différente des 2 espèces. Sawamura (2010) donne pour composants caractéristiques de l'arome des grapefruit un sesquiterpénoïde: le nootkatone et le 1-p-menthen-8-thiol ou Mercaptan de pamplemousse qui est un monoterpénoïde avec un groupe fonctionnel thiol. Ce dernier a un parfum puissant - un des parfums discernables avec la plus forte dissolution - et bien typé. 37 composés odorants actifs ont été détectés dont le butanoate d'éthyle, le (Z)-3-hexénal, le 4,5-époxy-(E)-2-décénal, le 4-mercapto-4-méthylpentane-2-one, le 1-heptène-3-one et la lactone du vin.
L'expérimentation en modèle murin a montré une activité anxiolytique et antidépressive de l'extrait alcoolique de feuille de duncan (2010) Chez l'humain l'inhalation d'un parfum 5 partie de grenade, 3 de pamplemousse et 2 de bois de santal réduit le stress chez les jeunes femmes (Corée, 2023). L'huile essentielle de pamplemousse blanc est commercialisée en aromathérapie.

## Anthologie
- The original Duncan grapefruit trees. The Citrus Industry, Vol 1, Iss 9, sept 1920[16]

« Un jour, à la fin de l'été (1885 ou 86), M. Duncan et sa famille sont venus chez les Snedecor et les fruits étaient si beaux qu'ils ont plu à M. Duncan. Il en a pris quelques bourgeons pour sa pépinière et a dit qu'il l'appellerait le pamplemousse 'Snedecor', le Dr Snedecor, étant un homme très modeste, répondit : « Non, appelez-le Duncan », et c'est ainsi qu'il est toujours appelé Duncan depuis. »